# 스티브노트

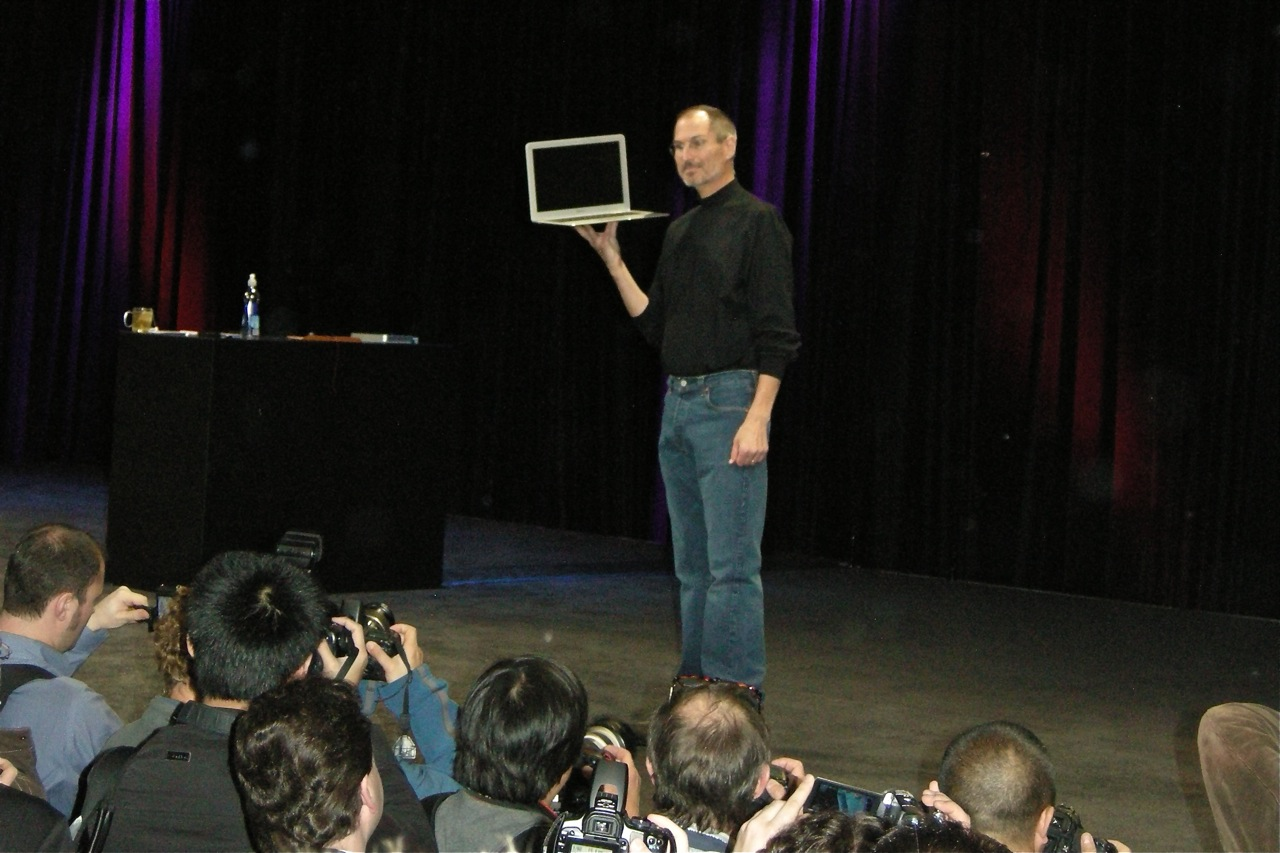
스티브 잡스가 2008년 맥월드 기조연설에서 맥북 에어를 소개하고 있다. 이 행사는 그의 마지막 맥월드 참석이었다.

스티브노트(Stevenote)는 애플의 전 CEO인 스티브 잡스가 애플 세계 개발자 회의, 맥월드 엑스포, 애플 엑스포와 같은 행사에서 행한 기조연설을 지칭하는 구어체 용어이다. 대부분의 애플 제품 출시는 이 기조연설에서 처음 대중에게 공개되었기 때문에, "스티브노트"는 애플의 주가에 상당한 변동을 일으켰다.
마지막 스티브노트는 2011년 6월 6일 아이클라우드(애플의 클라우드 컴퓨팅 서비스)가 발표될 때였다. OS X 라이언과 iOS 5도 같은 날 발표되었다. 이 날은 잡스가 그해 8월 24일 CEO직을 사임하고 10월 5일 사망하기 전의 마지막 대중 강연 중 하나였다.

## 역사
1996년 말, 애플은 NeXT를 인수했고, 잡스는 1985년 회사에서 강제 사임한 후 11년 만에 애플로 복귀했다. 1997년 중반, 그는 마이크로소프트 CEO 빌 게이츠의 위성 출연과 함께 회사 상태에 대한 자세한 보고서를 담은 기조연설을 했다. 잡스는 몇 가지 핵심 협정을 포함한 마이크로소프트와의 파트너십을 발표했는데, 그에 따르면 이는 애플에 이익을 가져다주고 1990년대 초중반의 장기적인 침체에서 회복할 수 있게 할 것이었다. 기조연설 동안 두 가지 주요 발표가 이루어졌다: 다음 마이크로소프트 오피스 (Office 98) 버전이 매킨토시용으로 개발될 것이며, 마이크로소프트의 인터넷 익스플로러가 매킨토시 컴퓨터의 기본 웹 브라우저가 될 것이라는 것이었다. 청중의 야유에도 불구하고 잡스는 왜 이 파트너십이 애플에 유리한지 설명했다:
저의 생각으로는 애플과 마이크로소프트 간의 경쟁 구도를 만드는 시대는 끝났습니다. 이것은 애플을 건강하게 만들고, 애플이 업계에 엄청나게 큰 기여를 하여 다시 건강해지고 번영할 수 있도록 하는 것입니다.— 스티브 잡스, MacWorld Boston 1997 – Steve Jobs returns – Bill Gates appears on-screen, Mac History (6 August 1997), Christoph Dernbach

잡스는 이후 최소 1년에 한 번 이상 무역 박람회와 컨퍼런스에서 기조연설을 했으며, 이 자리에서 애플 제품 업데이트를 발표하거나 신제품 및 서비스를 시연했다. 다음 13년 동안의 거의 모든 제품 업그레이드 또는 발표는 스티브노트 동안 이루어졌다. 이렇게 발표된 제품으로는 1998년 오리지널 iMac 올인원 데스크톱 컴퓨터, 1999년 조개 껍질 모양의 iBook, 2000년 Mac OS X 운영 체제, 2001년 iPod 음악 플레이어, 2007년 iPhone 스마트폰, 2010년 iPad 태블릿 등이 있다.

## 형식
스티브노트 연설은 대개 주요 무역 박람회에서 진행되었다. 과거에는 샌프란시스코와 보스턴의 맥월드 컨퍼런스 & 엑스포와 파리의 애플 엑스포가 포함되었다. 그러나 애플은 두 엑스포 모두에 더 이상 전시하지 않는다. 2010년 이후, 애플이 샌프란시스코의 모스콘 센터에서 자체적으로 조직하고 개최하는 세계 개발자 회의는 애플이 전시하고 잡스가 기조연설을 한 유일한 주요 컨퍼런스였다. 최근 몇 년 동안 잡스는 애플 본사 캠퍼스의 강당에서 스티브노트를 진행했다. 과거 애플이 참석했던 대규모 무역 박람회에서 발표된 것과는 대조적으로, 이 스티브노트는 초대 전용이었고 비교적 소수의 언론인, 직원, 손님만 참석했으며, 기조연설이라기보다는 "특별 행사"라고 불렸다. 2010년 아이패드 발표와 2009년 애플의 "록앤롤" 아이팟 이벤트와 같은 유사한 스티브노트도 예르바 부에나 예술 센터에서 열렸다.
잡스는 1998년 이후 거의 모든 기조연설에서 동일한 복장을 착용하는 것으로 유명했다. 그의 의상은 보통 이세이 미야케의 검은색 긴팔 모크 터틀넥, 리바이스 501 청바지, 그리고 뉴발란스 991 운동화로 구성되었다.

## 주목할 만한 스티브노트

### 1998
1998년 애플 세계 개발자 회의(WWDC) 기조연설에서 잡스는 회사가 다시 정상 궤도에 올랐다고 발표했다. 그는 애플의 재고 회전율을 검토하고 유통 시스템 및 온라인 스토어인 apple.com의 변화에 대해 설명했다. 잡스는 애플이 출시 첫 6개월 동안 Power Macintosh G3 50만 대를 판매했으며, PowerBook G3에 대해 설명하고 "스팀롤러" 광고를 보여주었다. 그는 1천만 대의 애플 컴퓨터가 소비자용으로 사용되고 있으며 6백만 명의 교육 사용자가 있다고 주장했고, iMac과 QuickTime에 대해 논의했다. 잡스는 국제 표준화 기구가 퀵타임 파일 형식을 MPEG-4의 기반으로 채택했다고 말했다. 잡스는 애플이 1998년 가을 출시될 퀵타임 3.0에 인터넷 "라이브" 스트리밍(실시간 전송 프로토콜)을 추가할 것이라고 말했고 퀵타임의 수석 아키텍트인 피터 호디를 소개했다. 잡스는 애플이 자바에 대해 개선하고자 하는 세 가지 사항을 설명했다. 즉, 자바 가상 머신을 통합하고, 호환성을 높이며, 속도를 빠르게 만드는 것이다. 그는 Mac OS X에 대한 애플의 전략을 발표하며 6,000개 이상의 좋은 애플리케이션 프로그래밍 인터페이스(API)를 카본 (API)이라고 부를 것이라고 말했고, 카본을 시연하기 위해 아바디스 테바니안을 소개했다. 테바니안은 마이크로소프트의 매킨토시 사업부 총괄 관리자인 벤 월드먼, 매크로미디어 제품 사장인 놈 메이로비츠, 어도비 시스템즈의 그래픽 애플리케이션 개발 담당 부사장인 그렉 길리를 소개했고, 이들은 포토샵을 시연했다. 잡스는 Mac OS 8 코드명 소나타가 1999년 3분기에 출시될 것이라고 발표했으며, 랩소디 1.0은 1998년 3분기에 출시될 것이라고 말했다.

### 1999
WWDC 1999는 HAL9000으로 시작되었다. 잡스는 1998년 5월 6일(iMac 출시일) 이후 3,106개의 Mac 앱이 발표되었다고 업데이트를 전달했다. 드래곤 시스템즈는 음성 인식 소프트웨어를 Mac에 출시할 예정이었고, 그는 드래곤 시스템즈의 공동 창립자이자 CEO인 재닛 베이커를 소개했다. 잡스는 애플의 이익, 판매량, 재고, 현금에 대한 업데이트를 전달하며 시어스가 전국 유통망에 추가될 것이라고 발표했다. Apple Inc.는 1999년 현충일에 스토어를 개설했으며, 잡스는 PowerBook 라인을 발표했다. 일주일간의 컨퍼런스 동안 애플은 참석 개발자들에게 50대의 PowerBook을 증정했다. 잡스는 OpenGL, 자바, 퀵타임에 대한 업데이트를 전달하며 아비 테바니안과 필 실러를 무대 위로 초대했다. 실러는 OpenGL, 퀵타임 4, 셜록 2, 쿼츠 그래픽 모델, 파인더, 메일뷰어 앱을 시연했다. 잡스는 현재까지 가장 빠른 Mac 자바인 자바 MRJ 2.1.2를 발표했으며, 그와 테바니안은 자바를 시연했다. 그는 Mac OS 8.5(1998년 10월 출시)를 검토하고, Mac OS 8.6을 발표했으며, 소나타(1999년 가을 출시 예정)를 미리 보여주었으며, Mac OS X 서버 1.0에 대한 업데이트를 전달했다. 잡스는 다윈 오픈 소스 소프트웨어 프로그램에 2만 명 이상의 등록 개발자와 17만 5천 건 이상의 구성 요소 다운로드가 있었고, 다윈-쿼츠 기반의 세 가지 애플리케이션 환경을 설명했다. 첫 번째는 클래식 환경(이전 이름은 블루 박스)이었고, 두 번째는 카본 (API)(WWDC 1998에서 발표)이었으며, 세 번째는 코코아 (API)(이전 이름은 옐로우 박스)였다. 애플은 새로운 파인더와 새로운 메일을 개발하고 있었다.
1999년 8월 31일, 세이볼드 세미나 엑스포에서 잡스는 애플에 대한 업데이트를 전달하며 6월 분기별 이익, 갭의 미키 드렉슬러의 이사회 임명, 그리고 퀵타임에 대한 개요를 발표했다. 애플은 아카마이 테크놀로지스와 방송 네트워크 파트너십을 맺었고, BBC 뉴스, 블룸버그 텔레비전, 폭스 뉴스, 폭스 스포츠, HBO, NPR, 더 웨더 채널, WGBH-TV, ABC 뉴스, ESPN, 롤링 스톤, VH1, 디즈니가 콘텐츠를 제공했으며, 새로운 콘텐츠는 라이노 레코드와 워너 브라더스 레코드에서 제공되었다. 필 실러는 퀵타임 TV, 셜록 2, 보이스프린트, 애플스크립트, 파워 맥 G4를 시연했고, 잡스는 Mac OS 9를 미리 보여주었다. 그는 아홉 가지 기능을 시연했다. 쇼핑 앱인 셜록 2, 여러 사용자를 위한 개인 정보 보호 및 기본 설정을 가진 다중 사용자, 음성 인식 소프트웨어인 보이스프린트 암호, 하나의 암호로 된 키체인, 최신 업데이트를 위한 자동 업데이트, 개인 파일을 위한 암호화, 인터넷을 통한 파일 공유, 컴퓨터 간 워크플로우 관리를 위한 TCP/IP를 통한 AppleScript, 그리고 네트워크 브라우저였다. 잡스는 iMac을 검토하며 IBM의 음성 시스템 총괄 관리자인 오지 오스본을 소개하여 ViaVoice를 시연했다. 잡스는 iBook(두 개의 TV 광고를 보여주었다), AirPort(AirPort 베이스 스테이션 TV 광고를 보여주었다), PowerBook, Power Mac G4를 검토하며 컴퓨터 과학자 리처드 크랜들을 무대 위로 불러 G4를 시연하게 했다. 잡스는 어도비 시스템즈의 회장이자 최고 사업 책임자(CCO)인 존 워녹을 소개했다. 잡스는 Power Mac G4 TV 광고를 보여주고 Apple Cinema Display를 소개했다.
1999년 10월 5일, 잡스는 소니의 모리타 아키오가 이틀 전 사망했다고 말하며 Mac OS 9를 발표하고 아홉 가지 인터넷 파워 툴에 대해 설명했다. 필 실러는 셜록 2, 다중 사용자, 보이스프린트 암호, 키체인, 암호화, 네트워크 브라우저, 자동 업데이트를 시연했다. 잡스는 Power Mac G4를 검토하고 TV 광고를 보여주었으며, Apple Cinema Display, PowerBook, iBook을 검토했다. 그는 새로운 iMac을 발표했고, 실러는 그래픽 카드를 시연했다. 잡스는 iMac DV와 iMovie를 소개하고 시연했으며, 세 개의 TV 광고를 보여주었다.

## 제품 소개
- 1984: 매킨토시
- 1996: 애플 복귀 발표

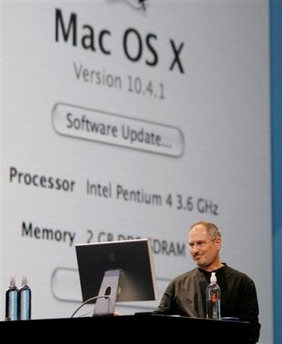
잡스가 Mac OS X가 인텔 프로세서에서 처음으로 실행되는 것을 보여주고 있다

- 1997: Power Macintosh G3와 PowerBook G3
- 1998: iMac
- 1999: 새로운 Power Mac G3와 G4, iBook, QuickTime TV 및 AirPort Wi-Fi 연결
- 2000: Mac OS X (현재 macOS로 알려짐), Power Mac G4 Cube 및 PowerBook G4
- 2001: Mac OS X 출시, 아이튠즈, 아이팟 및 새로운 iBook G3
- 2002: Mac OS X 재규어 및 마지막 클래식 Mac OS인 Mac OS 9의 단종
- 2003: Xcode 및 아이튠즈 뮤직 스토어
- 2004: 아이팟 미니 및 Mac OS X 타이거
- 2005: Mac Mini, 아이팟 셔플, 아이팟 나노, 그리고 PowerPC에서 인텔 프로세서로의 Mac 전환 발표
- 2006: 최초의 인텔 기반 애플 컴퓨터, iMac 코어 듀오 및 MacBook Pro
- 2007: Apple TV, 아이폰, 아이팟 터치, iPhone OS 및 Mac OS X 레퍼드 출시
- 2008: MacBook Air, 아이폰 3G, 그리고 2세대 알루미늄 13인치 맥북 및 15인치 MacBook Pro
- 2009: 아이폰 3GS 및 Mac OS X 스노 레퍼드
- 2010: 아이패드, 아이폰 4, 및 차세대 MacBook Air
- 2011: 아이패드 2, Mac OS X 라이언, iOS 5 및 iCloud. 잡스 사망 하루 전 팀 쿡 CEO의 첫 기조연설에서 Siri가 탑재된 아이폰 4S가 발표되었다.

잡스 사망 후 주목할 만한 기조연설:
- 2012: Retina 디스플레이가 탑재된 MacBook Pro, 아이폰 5, 차세대 Mac Mini, 차세대 iMac, iPad Mini, 아이패드 (3세대) 및 (4세대) 그리고 새로운 아이팟 나노 및 아이팟 터치.
- 2013: 재설계된 iOS 7, OS X 매버릭스; Mac을 위한 최초의 무료 주요 소프트웨어 업데이트, 차세대 Mac Pro, 아이패드 에어, 새로운 Retina 아이패드 미니, Touch ID가 탑재된 아이폰 5s 및 아이폰 5c
- 2014: OS X 및 iOS용 스위프트, 재설계된 OS X 요세미티, 아이폰 6, Apple Watch, 아이패드 에어 2 및 Retina 디스플레이가 탑재된 iMac.
- 2015: Apple Music, 새로운 맥북, 아이패드 프로 및 아이폰 6s.
- 2016: OS X를 macOS로 이름 변경, 새로운 MacBook Pros, 아이폰 SE (1세대), AirPods 및 아이폰 7.
- 2017: 새로운 iPad Pro, Face ID가 탑재된 완전히 새로운 아이폰 X, 아이폰 8 및 셀룰러가 탑재된 Apple Watch Series 3.
- 2018: 아이폰 XS 및 아이폰 XS 맥스, 아이폰 XR 및 Apple Watch Series 4
- 2019: 아이폰 11, 아이폰 11 Pro 및 아이폰 11 Pro 맥스 및 Apple Watch Series 5
- 2020: Apple Watch Series 6, Apple Watch SE, 4세대 iPad Air, HomePod Mini, 아이폰 12 및 아이폰 12 미니, 아이폰 12 Pro 및 아이폰 12 Pro 맥스, Apple M1 칩, 그리고 MacBook Air, Mac Mini, 13인치 MacBook Pro의 첫 Apple Silicon Mac 모델.[a]

## "하나 더..."
일반적인 스티브노트(Stevenote)는 잡스가 애플 제품의 판매 실적과 지난 몇 달간 출시된 제품 검토를 발표하는 것으로 시작되었다. 그런 다음 그는 하나 이상의 신제품을 발표했다. 피터 포크의 콜롬보를 연상시키듯, 그는 일반적으로 결론적인 말을 하는 척하고 무대를 떠나려는 듯 돌아서서 "하지만 하나 더 있습니다"라고 말했다.
일부 "하나 더..." 부분은 다음과 같다.
| 연도 | 장소                | 발표                                                                                       | 발표자      |
| ---- | ------------------- | ------------------------------------------------------------------------------------------ | ----------- |
| 1998 | MacWorld SF         | 애플의 수익성 회복 (최후의 한 마디로…)                                                     | 스티브 잡스 |
| 1999 | MacWorld NY         | 애플 AirPort                                                                               | 스티브 잡스 |
| 1999 | 세이볼드            | 22인치 애플 시네마 디스플레이                                                              | 스티브 잡스 |
| 1999 | Apple Special Event | iMac DV (SE 포함) 및 iMovie                                                                | 스티브 잡스 |
| 2000 | MacWorld SF         | 아쿠아 및 CEO 잡스                                                                         | 스티브 잡스 |
| 2000 | MacWorld NY         | Power Mac G4 Cube                                                                          | 스티브 잡스 |
| 2001 | MacWorld SF         | PowerBook G4                                                                               | 스티브 잡스 |
| 2002 | MacWorld NY         | 윈도우용 아이팟 iMac G4 (17인치 모델)                                                      | 스티브 잡스 |
| 2003 | WWDC                | Power Mac G5                                                                               | 스티브 잡스 |
| 2003 | MacWorld            | PowerBook G4 (12인치 알루미늄 모델)                                                        | 스티브 잡스 |
| 2004 | MacWorld            | 아이팟 미니                                                                                | 스티브 잡스 |
| 2004 | WWDC                | 30인치 애플 시네마 디스플레이                                                              | 스티브 잡스 |
| 2005 | MacWorld            | 아이팟 셔플                                                                                | 스티브 잡스 |
| 2005 | 기자회견            | 비디오 기능이 있는 아이팟                                                                  | 스티브 잡스 |
| 2006 | MacWorld            | MacBook Pro                                                                                | 스티브 잡스 |
| 2006 | Apple Music Event   | 아이튠즈 영화, Apple TV 및 존 메이어 공연                                                  | 스티브 잡스 |
| 2007 | WWDC                | 윈도우용 Safari 베타                                                                       | 스티브 잡스 |
| 2007 | Apple Music Event   | 아이튠즈 와이파이 뮤직 스토어                                                              | 스티브 잡스 |
| 2008 | Apple Special Event | 맥북 (알루미늄 유니바디 모델)                                                              | 스티브 잡스 |
| 2009 | Apple Music Event   | 비디오 및 스피커가 있는 아이팟 나노                                                        | 스티브 잡스 |
| 2010 | WWDC                | 아이폰 4의 FaceTime                                                                        | 스티브 잡스 |
| 2010 | Apple Music Event   | iOS가 탑재된 Apple TV                                                                      | 스티브 잡스 |
| 2010 | Apple Special Event | MacBook Air 개정                                                                           | 스티브 잡스 |
| 2011 | WWDC                | 아이튠즈 매치                                                                              | 스티브 잡스 |
| 2014 | Apple Special Event | Apple Watch                                                                                | 팀 쿡       |
| 2015 | WWDC                | Apple Music                                                                                | 팀 쿡       |
| 2017 | Apple Special Event | 아이폰 X                                                                                   | 팀 쿡       |
| 2020 | Apple Special Event | Apple M1 칩, 그리고 MacBook Air, Mac Mini, 13인치 MacBook Pro의 첫 Apple Silicon Mac 모델. | 팀 쿡       |
| 2023 | WWDC                | Apple Vision Pro                                                                           | 팀 쿡       |

## 같이 보기
- 애플 광고
- 애플 미디어 이벤트 목록
- 애플 세계 개발자 회의
- 맥월드/아이월드

## 참고
1. ↑  코로나19 범유행으로 인해, 모든 애플 이벤트는 물리적 관객 없이 연중 다른 시간에 가상으로 개최되었다. 첫 번째 이벤트는 2020년 9월 15일에 새로운 iPad Air와 Apple Watch를 위해 열렸다. 두 번째 이벤트는 10월 13일에 HomePod mini와 iPhone 12에 중점을 두었으며, 이어서 11월 10일에 새로운 Apple Silicon Mac과 관련된 또 다른 애플 이벤트가 열렸다.
2. ↑  다른 모든 세그먼트와 달리, 이 세그먼트는 9월과 10월에 다른 이벤트를 위해 진행된 이전 이벤트들과 함께 독립적인 이벤트로 공개되었다. 이 세그먼트는 2020년 11월 10일에 공개되었다.